# Narek Berberian
Narek Berberian – duchowny Apostolskiego Kościoła Ormiańskiego, od 2013 biskup Brazylii. Sakrę otrzymał w 2013 roku.